# Ximenia americana
Ximenia americana är en tvåhjärtbladig växtart som beskrevs av Carl von Linné. Ximenia americana ingår i släktet Ximenia och familjen Ximeniaceae. Lokalt trivialnamn är ofta ”small sour plum”, som inte skall förväxlas med andra arter med samma eller likartade namn i andra delar av världen.
Ximenia americana är en buske eller ett mindre träd och når en höjd av 3-5 meter och har korta, vassa taggar. De 1-4 x 2-8 centimeter stora bladen har blågrön färg och är avlångt elliptiska med avrundad spets. De är läderartade och vikta längs huvudnerven, som sträcker sig från bladets bas till dess spets och har 3-6 par sidonerver.
Blommorna är doftande, vita, gulgröna eller rosa och cirka 5 till 10 mm långa. De växer på grenade blomställningar som är 3-7 mm långa.
Frukterna är cirka 2,5 centimeter stora med en 1,5 centimeter stor kärna. När den är mogen har frukten en grön och saftig massa och ett stort endospermiskt frö som har ett litet embryo. Fröet är träigt och färgat ljusgult och blir upp till 1,5 cm långt med en diameter på cirka 1,2 cm och har cirka 60% oljeinnehåll.
Klimatförhållanden påverkar inte mognaden av X. americana, men blomning sker vanligtvis under torra årstider. Träden sätter frukt första gången efter cirka 3 års ålder och fröna sprids sedan av djur, framför allt fåglar som äter frukterna.
Frukten har en "uppfriskande" syrlig smak som beskrivs som "en mandelsyrasmak".  Under sommarmånaderna från december till februari växer den och mognar och är som mogen orangegul till gul och ätlig men syrlig. Lokalt bryggs en alkoholhaltig dryck av plommonen och av de krossade fröna utvinns en olja som används som lädersmorning för att mjuka upp läder.

## Förekomst
X. americana finns i tropikerna från Afrika, Indien och via Sydostasien till Stillahavsöarna och vidare till Nya Zeeland och Nord- och Sydamerika. Den är inte domesticerad utan växer vilt på stäpper, i halvöknar och liknande lite torrare områden på upp till 2000 meters höjd över havet, där nederbörden årligen är mer än 500 mm. Den är tolerant vid val av jordmån, men framför allt trivs den på magrare torra jordar. Vid torka kan den halvparasitiskt absorbera vatten och näringsämnen från andra växter genom deras rötter, men det är inte dess huvudsakliga växtsätt.

## Underarter
Arten delas in i följande underarter:
- X. a. argentinensis
- X. a. microphylla